# Канадознавство
Канадозна́вство (англ. Canadian studies) — сукупність дисциплін, що направлені на вивчення Канади.
Канадознавство являє собою комплексну міждисциплінарну гуманітарну дисципліну, яка направлена на вивчення економічної, політичної, соціальної, культурної, історичної проблематики Канади.

## Канадознавство в СРСР та Росії
Витоки сучасного канадознавства у пострадянських беруть з 1950-х років, коли СРСР були створені перші центри досліджень Канади. Спочатку вивчення Канади йшло разом з США, а згодом виділялося в окремий напрямок.
У 1953 році в Інституті Історії АН СРСР був створений Центр північноамериканських досліджень. У 1968 році Центр перейшов до створеного Інституту всесвітньої історії АН СРСР, а з початку 1990-х років при Інституті всесвітньої історії РАН. Хоча основні роботи Центру присвячені США, з 1997 року при ньому видається міждисциплінарний друкований орган російських канадознавців — «Канадський щорічник».
У 1967 році був заснований Інститут США АН СРСР. Після того як у ньому був створений відділ Канади, заклад став називався Інститут США та Канади АН СРСР. Після розпаду СРСР установа стала носити назву Інститут США та Канади РАН (ІСКРАН). При Інституті видаються журнал «США — Канада: економіка, політика, культура» (видається із 1970); збірки праць: «Канада-США: економічні та політичні відносини» (з 1983), «Сучасна внутрішня політика Канади» (з 1986), журнал «Росія і Америка у ХХІ ст.» (з 2006 р.), збірник праць «Сучасна Канада» (з 1999), «Актуальні проблеми російсько-канадських відносин» (з 1999).
Університетські канадознавчі заклади представлені насамперед у Санкт-Петербурзі: Центр вивчення Канади (з 2009) при Санкт-Петербурзькому державному економічному університеті та кафедра американських досліджень Санкт-Петербурзького державного університету. Канадознавство також розвивається і деяких університетах Росії.
У 1989 році за ініціативою співробітників Відділу Канади Інституту США та Канади АН СРСР було засновано громадську організацію — Радянська асоціація вивчення Канади. У 1992 році вона була реформована у Російську асоціацію вивчення Канади. У 2002 році перейменована у Російське товариство вивчення Канади. Товариство видає журнал «Канадський щорічник» (з 1997) та щорічник «Проблеми канадознавства у російських та закордонних дослідженнях» (з 2007).

## Канадознавство в Україні
У радянські часи канадознавство в Україні майже не розвивалося, за винятком співробітництва з 1977 року Саскачеванського університету та Чернівецького університету. У рамках цієї угоди відбувався університетський обмін та було започатковано розвиток досліджень з питань канадської історії, політики та суспільства.
З 2005 року розпочав діяльність Центр канадських студій ім. Рамона Гнатишина при Чернівецькому національному університеті ім. Юрія Федьковича. Своїми завданнями центр проголосив забезпечення вивчення суспільства Канади; дослідження в галузі міжнародних відносин, політології, історії, соціології; економіки, права, педагогіки тощо; налагодження викладання канадознавчих курсів з вищезазначених спеціальностей на відповідних факультетах. У 2010 році Центр провів першу міжнародну конференція з канадознавства.
У 2010 році розпочав свою роботу Центр канадознавства Національного університету «Острозька академія».
Центр здійснює дослідження із суспільно-політичної, економічної, мовної, освітньої та культурної сфери Канади. Центр регулярно проводить симпозіуми та конференції, результати яких публікуються у збірниках. На базі Центру діє профільна бібліотека.
У 2015 році був відкритий Центр канадознавства Інституту іноземної філології Східноєвропейського національного університету імені Лесі Українки. Центр займається вивченням суспільно-політичного устрою, економічної системи, літератури, культури та історії Канади; вивчення канадського варіанту англійської, французької та української мов; дослідження університетської системи освіти Канади. У 2018 році Центр започаткував серію «Канадознавство», у рамках якої були видані:
- Україна — Канада: сучасні наукові студії: кол. моногр. у 3-х кн.
  - Кн. 1 = Ukraine — Canada: Modern Scientific Studies: Collective Monograph: in three books. Book 1. — Луцьк: Вежа-Друк, 2018. — 132 с.
  - Кн. 2 = Ukraine — Canada: Modern Scientific Studios: Collective Monograph: in three books. Book 2. — Луцьк: Вежа-Друк, 2018. — 132 с.
  - Book 3 = Ukraine — Canada: Modern Scientific Studies: Collective Monograph: in three books. — Lutsk: Vezha-Druk, 2018. — 108 p.
- Україна — Канада: матеріали І Міжнародного науковопрактичного конгресу з канадознавства (21–21 червня 2018 року, м. Луцьк, Україна)
- Канадознавство: суспільство, культура, мова кол. моногр. Канадознавство: суспільство, культура, мова кол. моногр. = Canadian Studies: Society, Culture, Language: Collective Monograph. — Луцьк: Вежа-Друк, 2019. — 152 с.